# Florian Vialelle

a Compétitions nationales et continentales officielles uniquement.

b Matchs officiels uniquement.
Dernière mise à jour le 16 juin 2025.
Florian Vialelle est un joueur de rugby à XV évoluant au poste de centre ou d'ailier.

## Carrière
En 2013, il quitte son club formateur, le Castres olympique pour gagner du temps de jeu en signant à Albi évoluant en Pro D2 lors de la saison 2013-2014.
En 2014, il retourne au centre de formation de Castres pour y signer un contrat de 2 ans avec le centre de formation. En 2016, il prolonge son contrat avec le centre de formation, le liant avec le club jusqu'en 2019. Il soulève le Bouclier de Brennus en 2018 au Stade de France avec le CO. 
En 2021, il signe un contrat avec Oyonnax rugby avec lequel il remporte le championnat de France de Pro D2 en 2023
Il met ensuite un terme à sa carrière après dix saisons de rugby professionnel.

## Palmarès
- Vainqueur du Championnat de France en 2018 avec le Castres olympique.
- Vainqueur du Championnat de France de Pro D2 en 2023 avec Oyonnax rugby.